# Atta bisphaerica
Atta bisphaerica är en myrart som beskrevs av Auguste-Henri Forel 1908. Atta bisphaerica ingår i släktet Atta och familjen myror. Inga underarter finns listade.